# Templo de Nuestra Señora de la Luz (Puebla)
El Templo de Nuestra Señora de la Luz o Santuario de Nuestra Señora de la Luz es un edificio religioso para el culto católico, ubicado en la Av 2 Ote 1401, en la Ciudad de Puebla, específicamente en el Barrio de la Luz. Comenzó a construirse en la segunda mitad del siglo XVIII y su fachada decorada con talavera y ladrillo rojo es característica del barroco novohispano de Puebla.

## Historia
La construcción del templo comenzó en 1761, comisionado por el presbítero Manuel del Toro, personaje que además patrocinó los trabajos de la obra. Este presbítero tomó la decisión, pues contaba con una pintura de Nuestra Señora de la Luz, la cual fue creada en Tecamachalco. El templo fue realizado en el barrio de indios de Analco, en el tlaxicalli  de Tepetlapa (más tarde Barrio de la Luz), un lugar característico por los alfareros y vidrieros de la ciudad.
En 1778, la bóveda se comenzó a edificar, quedando rematada en 1805. El templo fue consagrado en el año 1804, terminándose su construcción en 1818.

## Características arquitectónicas

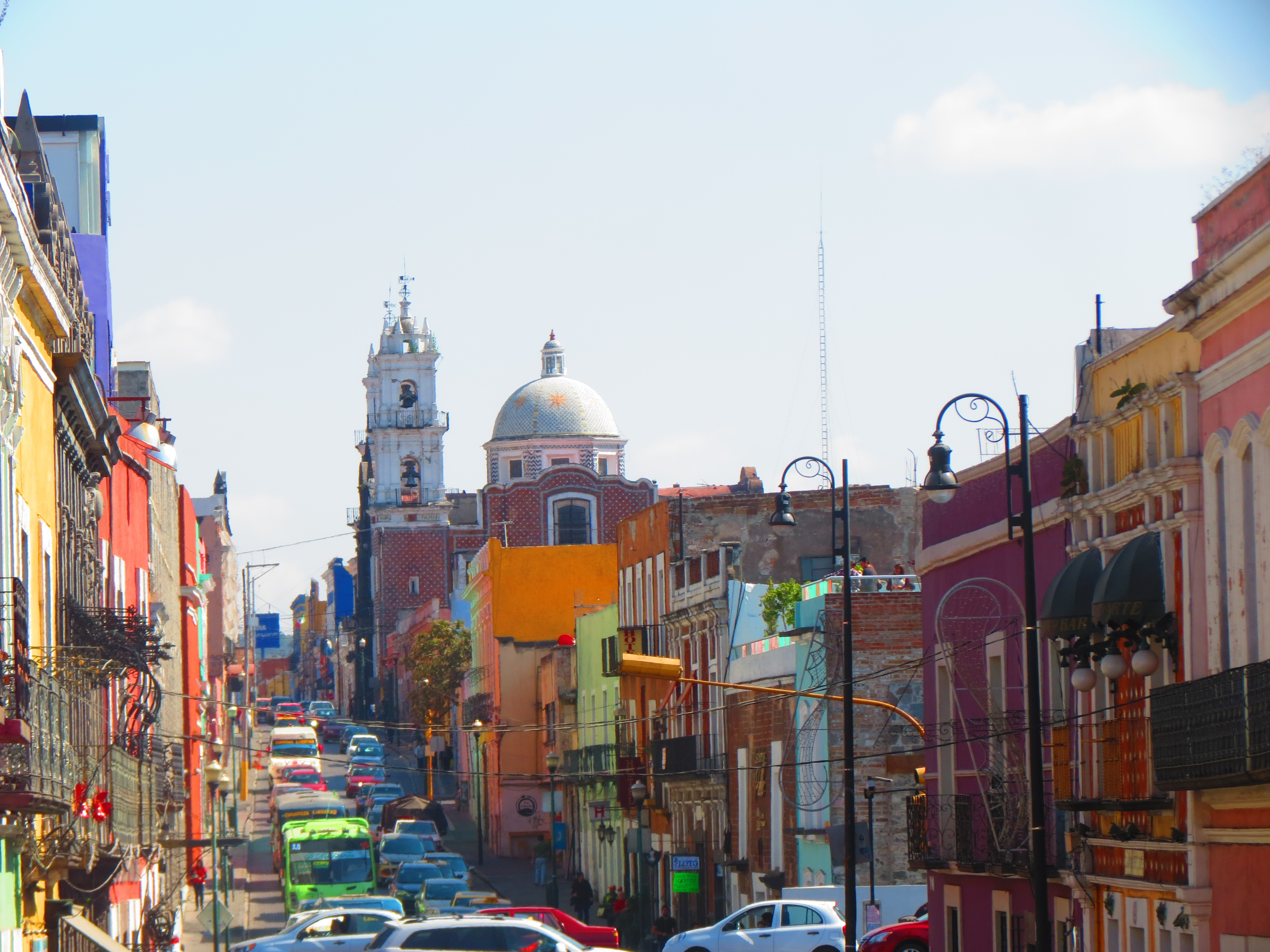
Calle 2 Oriente vista desde el oeste.

La portada está realizada con cantera gris; posee dos cuerpos con pilastras jónicas y columnas toscanas con arco de medio punto. La fachada está recubierta de tableros de azulejos, los cuales contrastan con los ladrillos rojos. En los mosaicos de la fachada hay figuras que representan a San Pedro y San Pablo. La estructura misma es muy particular, puesto que en vez de tener una planta lineal o de cruz latina como casi todos en la República, éste posee de cruz griega. Similar ejemplo es el del Sagrario Metropolitano de México.
Las torres están realizadas en cantera gris, y poseen pináculos piramidales.
A pesar del exterior barroco, el interior realizado en el siglo XIX, tienen una ornamentación neoclásica. Posee pinturas de Miguel de Mendoza, que fueron realizadas previamente.